# Supercoppa polacca 2010 (pallavolo femminile)
La Supercoppa polacca di pallavolo femminile 2010 si è svolta nel 2010: al torneo hanno partecipato due squadre di club polacche e la vittoria finale è andata per la prima volta al Bialski Klub Sportowy.

## Regolamento
Le squadre hanno disputato una gara unica.

## Squadre partecipanti
| Squadra        | Qualificazione                           | Ultima partecipazione   |
| -------------- | ---------------------------------------- | ----------------------- |
| BKS            | Vincitrice Liga Siatkówki Kobiet 2009-10 | Supercoppa polacca 2009 |
| Budowlani Łódź | Vincitrice Coppa di Polonia 2009-10      | Debutto                 |

## Torneo
| 2010 ?, ? Durata: ? - Spettatori: ? | BKS | 3 - 1 | Budowlani Łódź | 25-23, 23-25, 25-17, 25-18 |